# Slaget vid Eggebæk
Slaget vid Eggebæk var ett fältslag under det slesvigska kriget. Slaget utkämpades den 12 augusti 1410 vid Solderups hed, nära byn Eggebæk (Eggebek) i Schleswig-Holstein, mellan en nordisk unionsarmé på ca. 8 000 man under den danske adelsmannen Mogens Pedersen Munk, och en holsteinsk här på ca. 2 000 man ledd av hertig Henrik IV av Holstein. Slaget slutade med att den nordiska styrkan besegrades, med en förlust av 1 400 döda och 350 krigsfångar. Efter drabbningen ingick de stridande parterna den 16 september en förlikning i Flensburg.